# Ganjari
Ganjari (nep. गजरी) – gaun wikas samiti w zachodniej części Nepalu w strefie Seti w dystrykcie Doti. Według nepalskiego spisu powszechnego z 2001 roku liczył on 424 gospodarstw domowych i 2243 mieszkańców (1132 kobiet i 1111 mężczyzn).